# 華頂宮博厚親王
華頂宮博厚親王（日语：／ Kachō-no-Miya Hiroatsu Shinnō */?；1875年1月18日—1883年2月15日），是華頂宮博經親王的長子，伏見宮邦家親王之孫，母親是盛岡藩藩主南部利剛的長女郁子。
出生於明治八年（1875年），最初封為王。明治九年（1876年）5月24日，父華頂宮博經親王薨去，根據明治元年制定皇族範圍，他本應該賜姓並臣籍降下，但由於博厚親王當時僅6歲，臣籍降下後的生活十分悲慘，同時其他皇族也為他的情況寫下請願書，最後明治天皇特旨保留其皇族身分，後來更收養他為養子及親王宣下。不過，博厚親王十分短命，在明治十六年（1883年）以8歲之齡去世。